# Apeadero de Quintãs
El Apeadero de Quintans, también conocido como Apeadero de Quintães, es una infraestructura ferroviaria de la Línea del Norte, que sirve a las parroquias de Oliveirinha, en el ayuntamiento de Aveiro, para además servir también al ayuntamiento de Ílhavo, pues es la estación ferroviaria que se sitúa más próxima a este ayuntamiento.

## Características y servicios
Esta plataforma es utilizada por servicios regionales del operador Comboios de Portugal.

## Historia
En 1902, fue aprobada la construcción de una plataforma de pasajeros, para sustituir a la ya existente; esta plataforma tenía, en aquel momento, la clasificación de estación.